# Dixie Carter
Dixie Virginia Carter (McLemoresville, Tennessee, 25 de maig del 1939 – Houston, Texas, 10 d'abril del 2010) fou una actriu de cinema, televisió i teatre nord-americana, activa entre 1960 i 2010, tot i que coneguda principalment pels seus papers a les sèries Designing Women (1986–1993) i Desperate Housewives (2006–2007). Per aquesta darrera va ser nominada a un premi Emmy.

## Filmografia
| Any  | Títol                                | Paper           | Notes |
| ---- | ------------------------------------ | --------------- | ----- |
| 1974 | One Life to Live                     | Dorian Cramer   |       |
| 1980 | OHMS                                 | Nora Wing       |       |
| 1981 | The Killing of Randy Webster         | Billie Webster  |       |
| 1983 | Going Berserk                        | Angela          |       |
| 1995 | Dazzle                               | Lydie Kilkullen |       |
| 1996 | Gone in the Night                    | Ann Dowaliby    |       |
| 1999 | My Neighbors the Yamadas             |                 | Veu   |
| 2000 | The Life & Adventures of Santa Claus | Necile          | Veu   |
| 2001 | The Big Day                          | Carol           |       |
| 2003 | Comfort and Joy                      | Frederica       |       |
| 2008 | Our First Christmas                  | Evie Baer       |       |
| 2009 | That Evening Sun                     | Ellen Meecham   |       |

## Premis i nominacions
Nominacions
- 2007	Primetime Emmy a la millor actriu convidada en sèrie còmica per Desperate Housewives